# Système de romanisation taïwanais
Le système de romanisation taïwanais (en chinois traditionnel : 台灣閩南語羅馬字拼音方案), aussi appelé Tâi-lô, est un système orthographique pour le taïwanais. Il est basé sur le pe̍h-ōe-jī et est officiellement recommandé par le ministère de l’Éducation de Taïwan. Il est presque identique à l’alphabet phonétique de la langue taïwanaise, à l’exception de graphème ‹ ts, tsh, j › utilisés à la place de ‹ c, ch, j › pour les consonnes fricatives /ts tsʰ dz/.
Le double accent aigu est utilisé dans certains mots, comme par exemple ‹ tsa̋ng ›, « hier »,.